# Villamayor
Villamayor is een gemeente in de Spaanse provincie Salamanca in de regio Castilië en León met een oppervlakte van 16,13 km². Villamayor telt 7.047 inwoners (1 januari 2016).

## Demografische ontwikkeling
Bron: INE, 1857-2011: volkstellingen
Opm.: In 1857 werd de gemeente Aldeaseca de Armuña aangehecht